# Pierre Riché

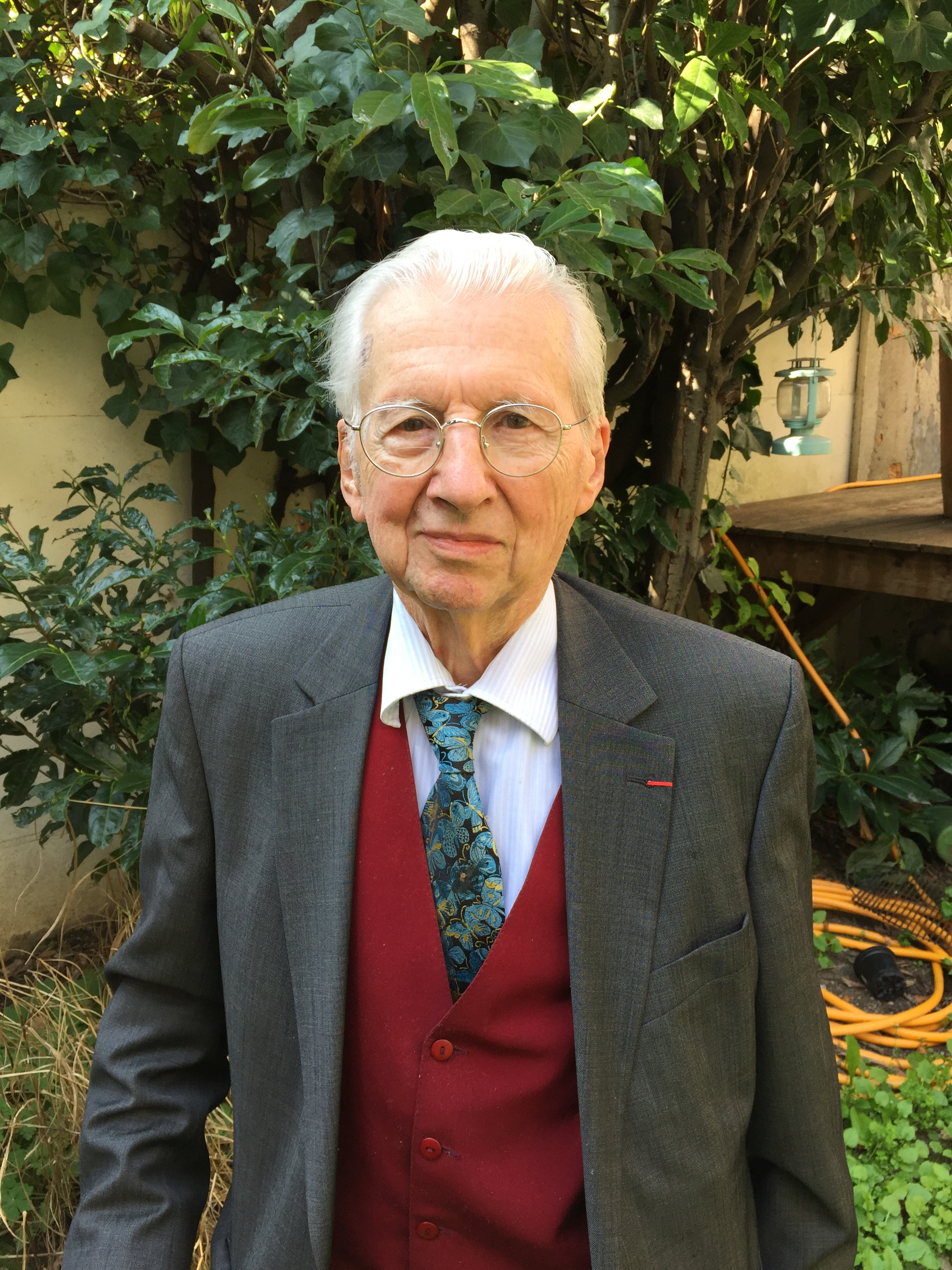
Pierre Riché (2017)

Pierre Riché (Parigi, 4 ottobre 1921 – Ivry-sur-Seine, 6 maggio 2019) è stato uno storico francese.

## Biografia
Compì gli studi universitari alla Sorbona. Ottenuta l'abilitazione all'insegnamento superiore in Storia nel 1948, fu professore presso i licei di Costantina e di Le Mans. Nel 1953 fu nominato assistente alla Sorbona, per poi ricoprire tra il 1957 e il 1960 l'incarico di maître de conférences a Tunisi e a Rennes. Dopo aver conseguito il dottorato in Lettere nel 1962, fu chiamato ad occupare la cattedra di Storia Moderna nell'Università di Parigi X-Nanterre nell'ottobre del 1967. Si è ritirato dall'attività accademica nel 1989.
Insieme con Danièle Alexandre-Bidon è stato chiamato a sovrintendere all'esposizione "L'enfance au Moyen Age", allestita presso la Galleria Mazzarino della Biblioteca nazionale di Francia, a Parigi (26 ottobre 1994- 15 gennaio 1995).
Ha inoltre collaborato, in qualità di presidente del comitato scientifico, alla redazione del catalogo dell'esposizione "Blois en l'an mil", svoltasi a Blois nel giugno del 2000.
È stato insignito del titolo accademico onorifico di professore emerito di Storia Medioevale dall'Università di Parigi X-Nanterre.
Dopo il ritiro dall'insegnamento, Riché ha svolto attività di conferenziere, partecipando anche, in modo saltuario, a dibattiti culturali su programmi radiofonici specializzati; nel contempo ha continuato la sua produzione di articoli e libri a tema storico, fino alla morte, avvenuta nel 2019 all'età di 97 anni.